# Paseo de la Isla
El paseo de la Isla es un paseo de corte romántico ubicado en la margen derecha del río Arlanzón a su paso por Burgos, ciudad española situada en el norte de la península ibérica. Su nombre proviene de una antigua isla formada entre el río y varias esguevas. 
Cuenta con una longitud aproximada de 800 metros y una anchura de 120 y se extiende desde el puente de Malatos hasta el puente de Castilla. Cuenta con una notable variedad botánica y de varios monumentos. En 2011, se realizó una rehabilitación del paseo, que incluyó la reparación de monumentos, mejora de los jardines y de las zonas de paseo, así como nuevo mobiliario urbano.

## Historia
Por tratarse de una ciudad amurallada, y debido a la angostura de sus calles, no se podían instalar paseos en el interior del recinto. Por este motivo los moradores que deseaban gozar de la naturaleza se veían obligados a salir del recinto amurallado y dirigirse a las amplias avenidas de árboles que existían en las afueras. Los mercaderes de lanas tenían instalados sus lavaderos en las inmediaciones del puente de Malatos, conociéndose este lugar como «paseo de los Lavadores». La desaparición de esta actividad permitió ajardinar el paraje.
El río Arlanzón a su paso por el casco urbano de la ciudad recibía el nombre de Merdancho y regaba las huertas del barrio de San Pedro de la Fuente.

## Etimología
Su nombre proviene de la forma en islotes que poseía el parque en tiempos de la invasión napoleónica, ya que debido al Arlanzón existían una serie de pequeñas islas entre el curso del río. El paseo quedaba limitado por el río, a la izquierda, y por un cauce molinar, a la derecha, cubierto en la actualidad, por lo que semejaba una isla. Construcción
Tras la ocupación napoleónica de la ciudad en 1810 se instalaron los primeros jardines, desapareciendo antiguos caminos de servidumbre y lo que era un terreno quebrado y pedregoso se convierte en jardín.
En 1836 se realizó el trazado del paseo central con su andén para peatones, con un coste de 6.909 reales. Más adelante, en julio de 1849 se aprobó la construcción del paseo de coches y caballerías, que partiendo del Arco de Santa María llegaba hasta el puente de Malatos, paseo que existe actualmente.
En marzo de 1868 se ensanchó el paseo comprendido entre el seto y el cauce, plantando numerosos arbustos, plantas y árboles de escaso porte. En 1905 se colocó el busto de Miguel de Cervantes.

## Rehabilitación

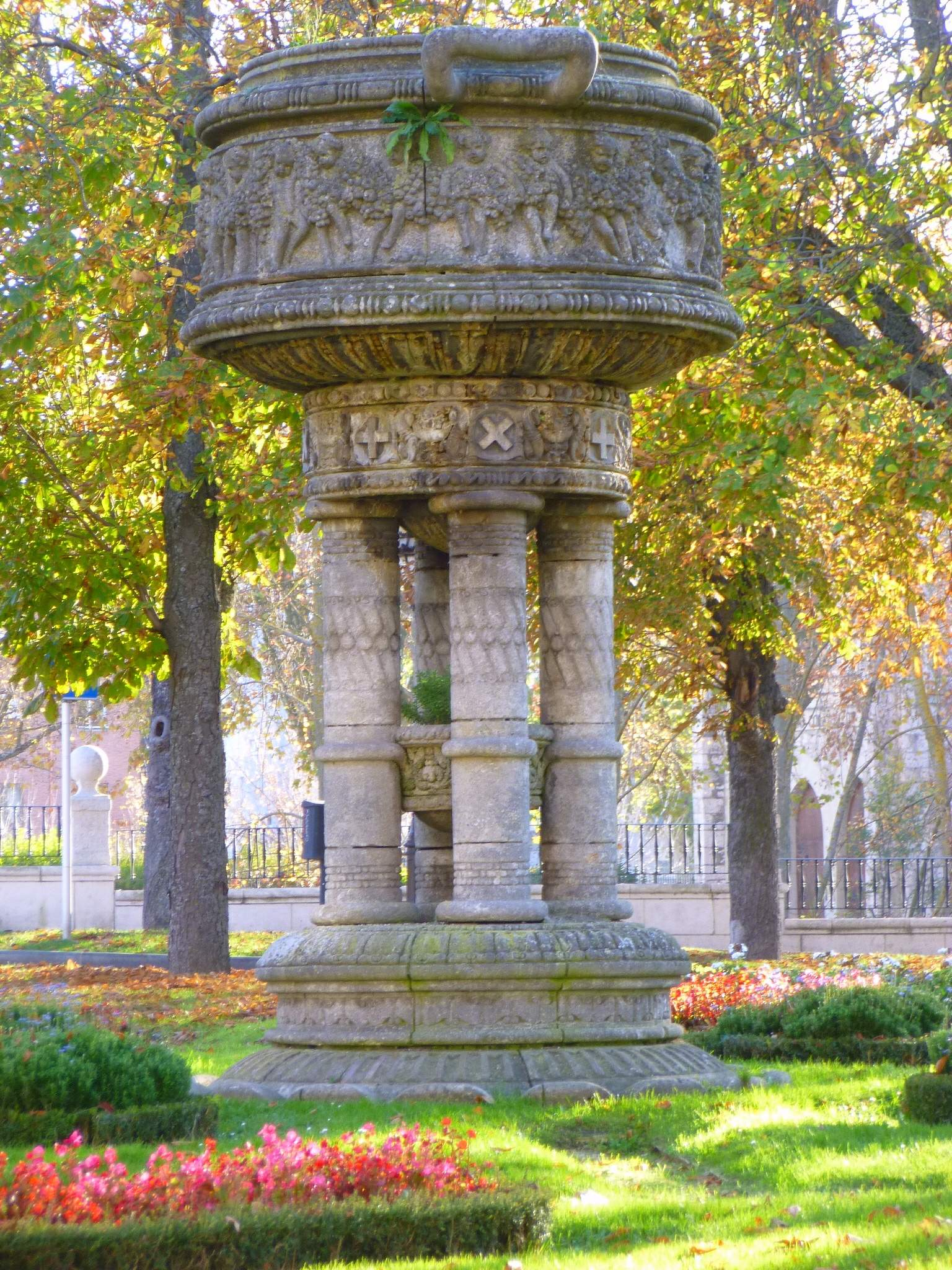
El florón, uno de los elementos ornamentales más conocidos del paseo

En 2011 se acometió la rehabilitación del paseo, que supuso una mejora de la urbanización.
Las obras consistieron en las siguientes actuaciones:
- Renovación de los rótulos informativos sobre las especies vegetales.
- Instalación de carteles con información sobre la Historia del Paseo y sus elementos culturales.
- Incremento de la iluminación.
- Instalación de nuevo mobiliario urbano.
- Construcción de nuevos columpios para niños.
- Instalación de un nuevo punto Bicibur.

El 14 de mayo fue abierto al público.

## Fuente-cascada

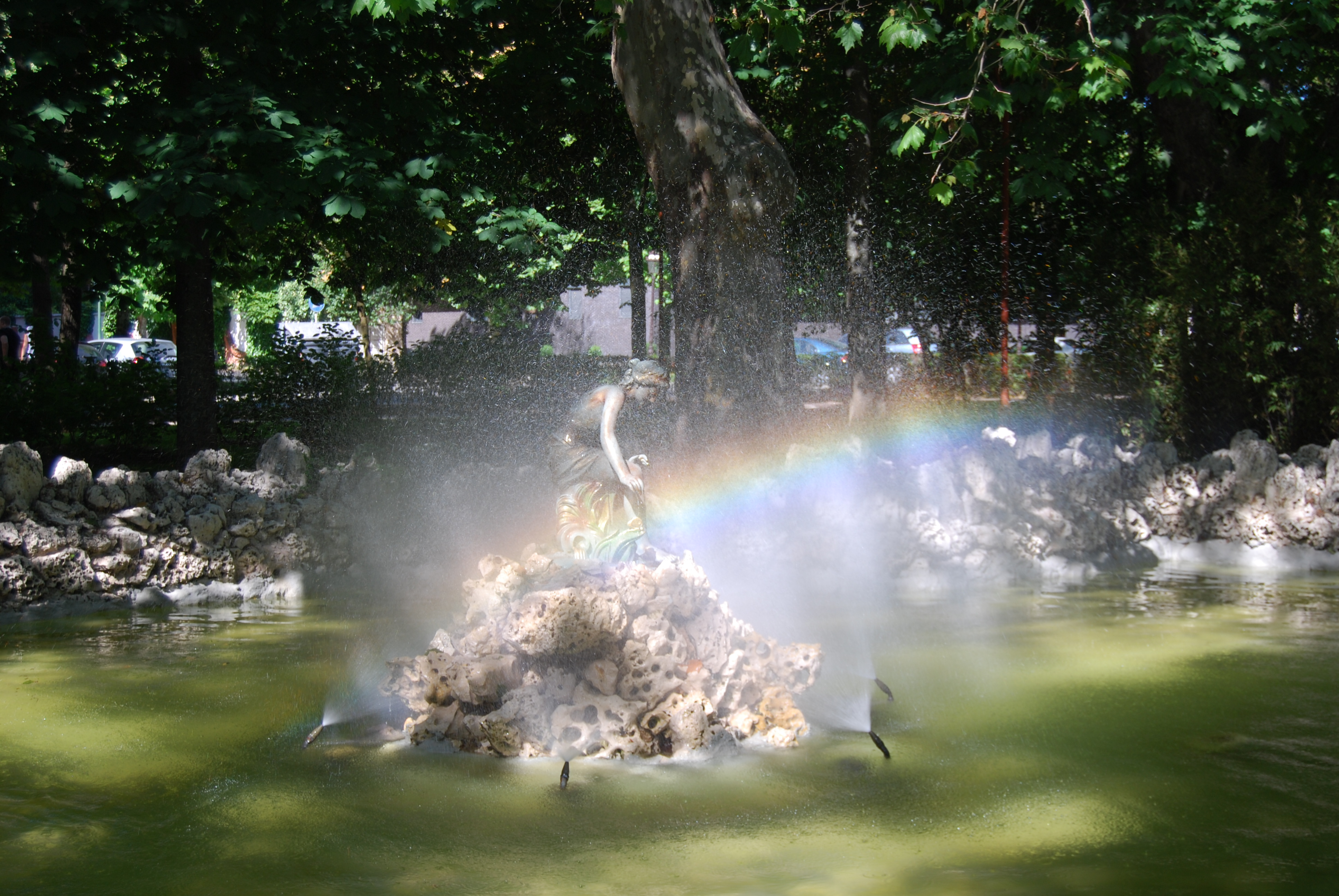
Detalle del Estanque.

A finales del siglo XIX se construye una vistosa y artística cascada, empleando estalactitas y estalagmitas de la cueva de Atapuerca, formándose con ella una gruta abierta en la parte posterior del estanque. Sostienen la parte rocosa dos figuras representativas de otras tantas sirenas.

## Obras arqueológicas

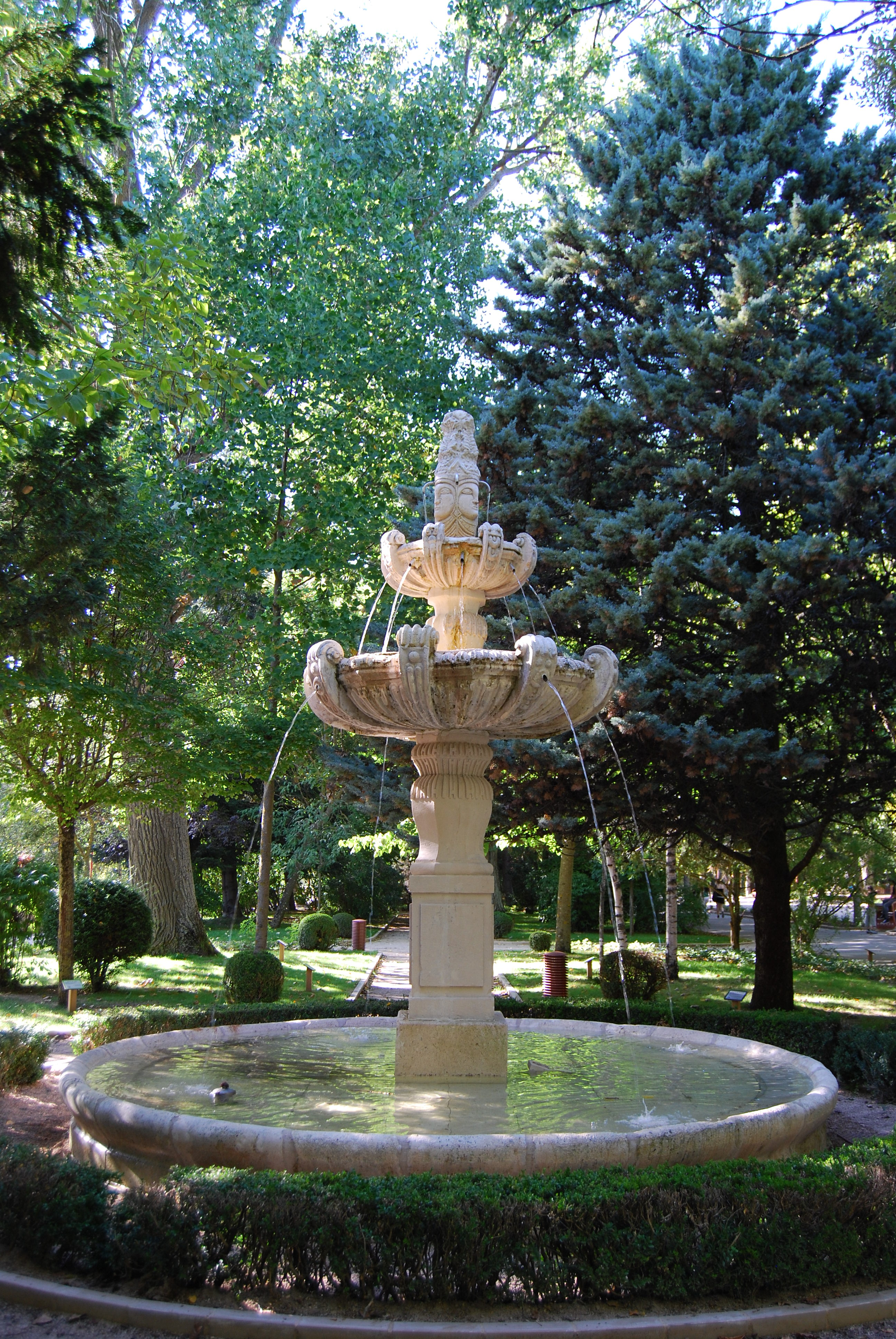
Fuente de estilo colonial, procedente del claustro del Monasterio de San Pedro de Arlanza.

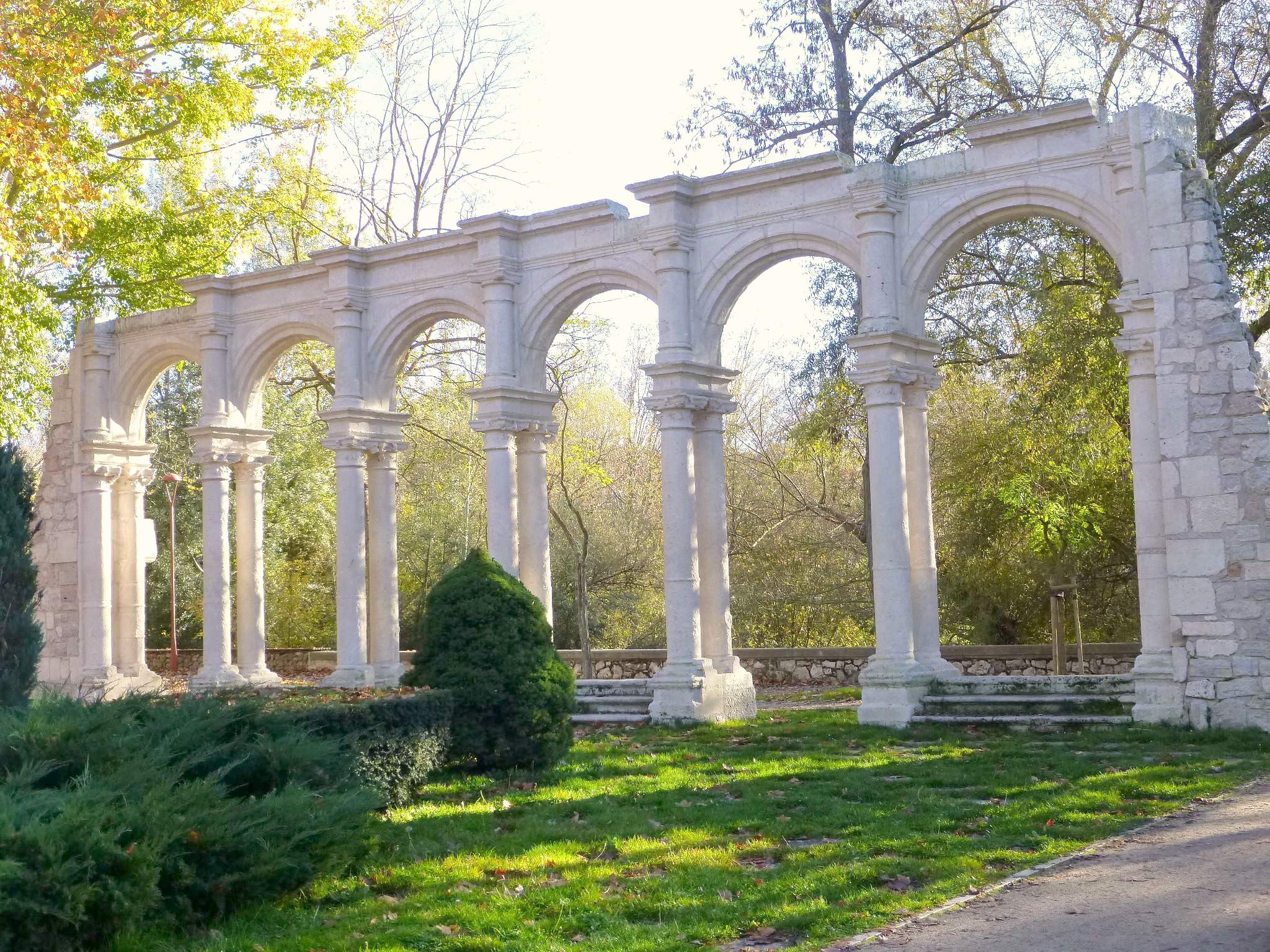
Arcos de los Comendadores o de Castilfalé

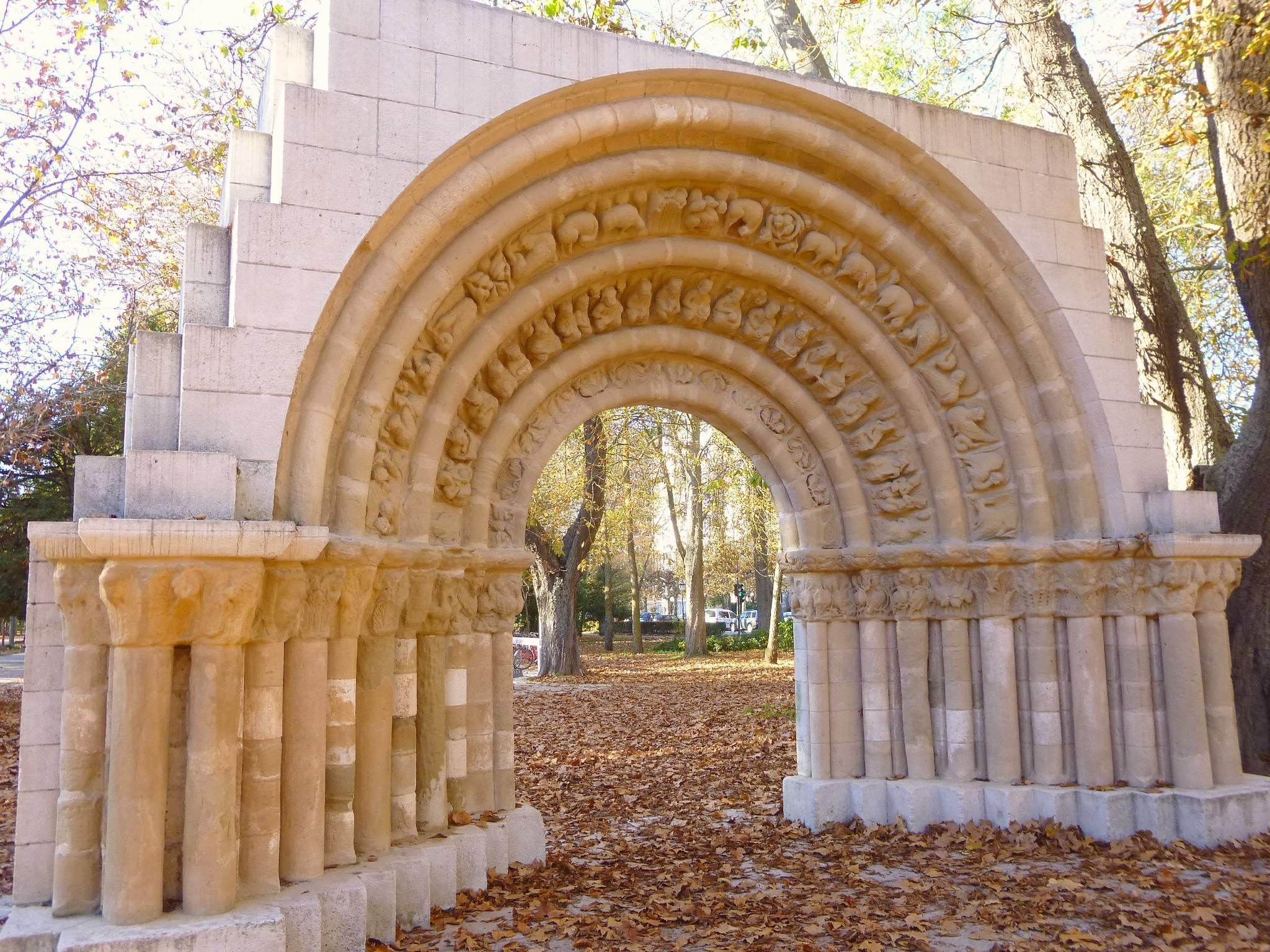
Portada románica de la desaparecida iglesia de Nuestra Señora de la Llana, en Cerezo de Río Tirón. Actualmente ya no se encuentra en el paseo dado que fue trasladada al Monasterio de San Juan.

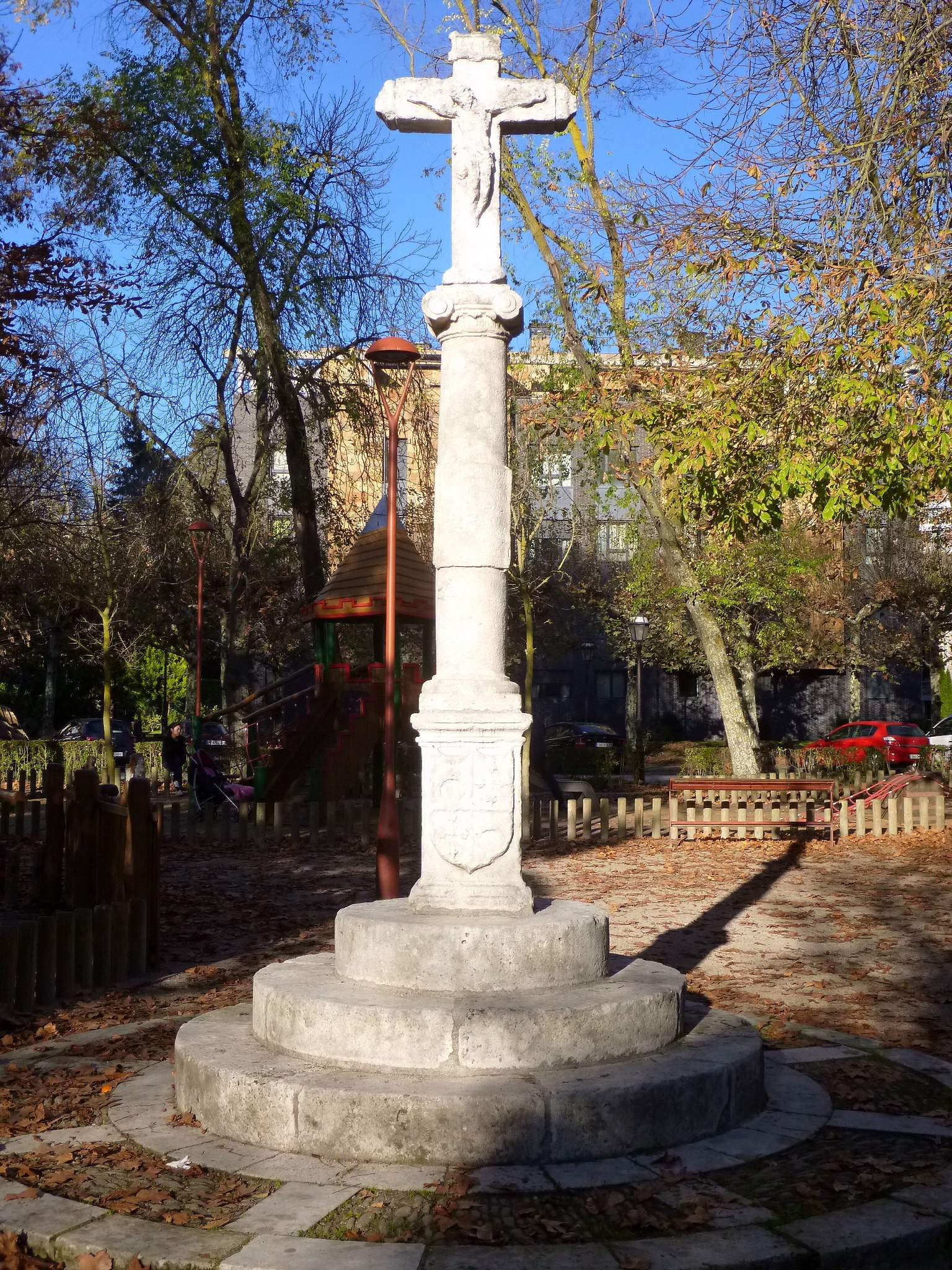
Crucero de San Pedro de la Fuente

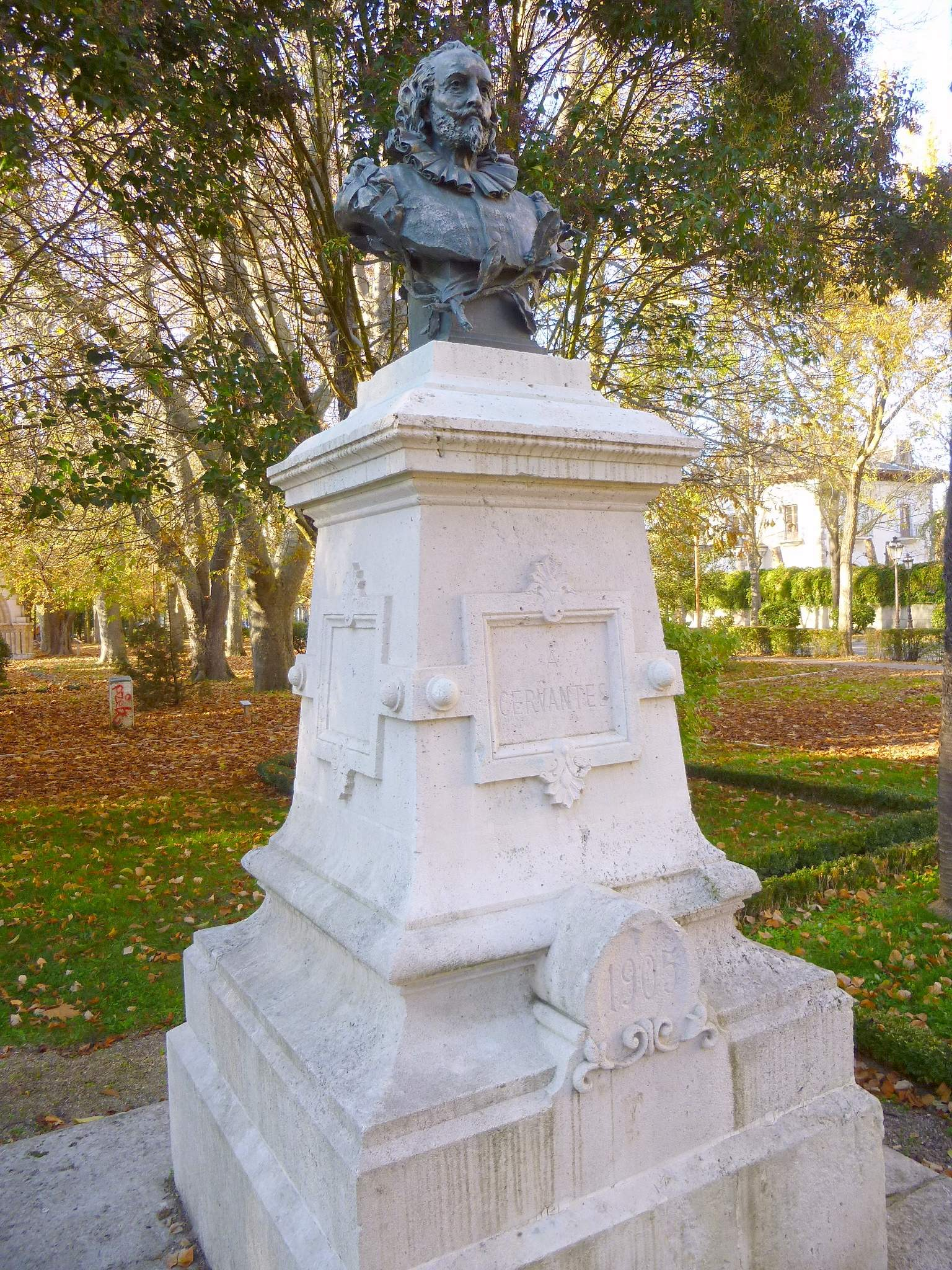
Monumento a Miguel de Cervantes

Enriquecido a principios del siglo XX con valiosas obras arqueológicas, como son:
- Arcos de Castilfalé. procedentes de una granja próxima a la ciudad y donados por el conde de Castilfalé.
- Fuente del claustro del Monasterio de San Pedro de Arlanza.
- Crucero proveniente de San Pedro de la Fuente.
- Pila bautismal de la desaparecida iglesia de San Martín.
- Fuente proveniente del paseo de La Quinta.
- Entre 1929 y 2019, aquí estuvo situada la portada de la ermita románica de Cerezo de Río Tirón, hasta que fue trasladada al monasterio de San Juan de Burgos, debido a su deterioro al estar situada a la intemperie.

## Flora
| Nombre Común            | Nombre científico             |
| ----------------------- | ----------------------------- |
| Adoxáceas               |                               |
| Saúco                   | Sambucus nigra                |
| Arecáceas               |                               |
| Palmito elevado         | Trachycarpus fortunei         |
| Cupresáceas             |                               |
| Libocedro de incienso   | Calocedrus decurrens          |
| Ciprés común            | Cupressus sempervirens        |
| Secuoya gigante         | Sequoiadendron giganteum      |
| Ciprés de los pantanos  | Taxodium distichum            |
| Fabáceas o Leguminosas  |                               |
| Árbol del amor          | Cercis siliquastrum           |
| Lluvia de oro           | Laburnum anagyroides          |
| Fagáceas                |                               |
| Encina                  | Quercus ilex                  |
| Ginkgoáceas             |                               |
| Gingo                   | Ginkgo biloba                 |
| Oleáceas                |                               |
| Fresno de hoja estrecha | Fraxinus angustifolia         |
| Fresno común o mayor    | Fraxinus excelsior            |
| Aligustre del Japón     | Ligustrum lucidum             |
| Pináceas                |                               |
| Pinsapo                 | Abies pinsapo                 |
| Cedro del Atlas         | Cedrus atlantica              |
| Cedro del Líbano        | Cedrus libani                 |
| Cedro del Himalaya      | Cedrus deodara                |
| Abeto rojo              | Picea abies                   |
| Pino piñonero           | Pinus pinea                   |
| Pino laricio            | Pinus nigra                   |
| Pino azul del Himalaya  | Pinus wallichiana             |
| Platanáceas             |                               |
| Plátano                 | Platanus x hispanica          |
| Salicáceas              |                               |
| Álamo blanco            | Populus alba                  |
| Chopo boleana           | Populus alba var. pyramidalis |
| Sauce llorón            | Salix babylonica              |
| Sapindáceas             |                               |
| Arce falso plátano      | Acer pseudoplatanus           |
| Taxáceas                |                               |
| Tejo                    | Taxus baccata                 |
| Ulmáceas                |                               |
| Olmo llorón             | Ulmus glabra Pendula          |

## Edificaciones
En el arranque del paseo se levanta el Palacio de la Isla, residencia de la familia Muguiro, hoy Instituto Castellano y Leonés de la Lengua. Anteriormente, durante la guerra civil española, estableció en este palacete Francisco Franco su Cuartel General. También tuvo su sede el Consejo General de Castilla y León y, por  breve tiempo, la Junta de Castilla y León.

## Exposiciones
En 2021 el Instituto Castellano y Leonés de la Lengua le encargó al fotógrafo Asís G. Ayerbe un retrato de todos los ganadores del premio de la Crítica de Castilla y León. Con ellos se conformó la exposición Galaxia crítica, con la que se inauguró un nuevo espacio expositivo al aire libre, con paneles al aire libre situados en el carril central del paseo.